# Vela nos Jogos Pan-Americanos de 2019 - 49erFX
A competição de 49erFX nos Jogos Pan-Americanos de 2019 realizou-se de 3 a 10 de agosto no Yacht Club Peruano, na cidade de Paracas. Disputaram-se 13 regatas (12 classificatórias e a regata das medalhas).

## Formato da competição
A prova consistiu em 12 regatas classificatórias e uma de definição das medalhas. A posição em cada regata traduziu-se em pontos (o primeiro classificado somava um ponto na classificação, enquanto o 5º, por exemplo, somava 5 pontos), que foram acumulados de regata a regata para obter a classificação. Como havia apenas cinco duplas, todas estavam automaticamente classificadas à regata da medalha. Nesta fase, os pontos acumulados nas regatas classificatórias foram somados aos pontos da regata final.

## Medalhistas
| Ouro   | BRA Martine Grael e Kahena Kunze         |
| Prata  | USA Stephanie Roble e Margaret Shea      |
| Bronze | ARG Victoria Travascio e María Sol Branz |

## Calendário
Horário local (UTC-5).
| Data         | Horário | Fase               |
| ------------ | ------- | ------------------ |
| 3 de agosto  | 14:10   | Regata 1           |
| 5 de agosto  | 11:10   | Regata 2 e 3       |
| 6 de agosto  | 11:10   | Regata 4, 5, 6 e 7 |
| 7 de agosto  | 13:50   | Regata 8, 9 e 10   |
| 8 de agosto  | 12:10   | Regata 11 e 12     |
| 10 de agosto | 12:30   | Regata final       |

## Resultados
| Pos.              | Velejadora                         | Nacionalidade      | Regata | Regata | Regata | Regata | Regata | Regata | Regata | Regata  | Regata | Regata | Regata | Regata  | Regata | Total pontos | Pontuação final |
| Pos.              | Velejadora                         | Nacionalidade      | 1      | 2      | 3      | 4      | 5      | 6      | 7      | 8       | 9      | 10     | 11     | 12      | F      | Total pontos | Pontuação final |
| ----------------- | ---------------------------------- | ------------------ | ------ | ------ | ------ | ------ | ------ | ------ | ------ | ------- | ------ | ------ | ------ | ------- | ------ | ------------ | --------------- |
| Medalha de ouro   | Martine Grael Kahena Kunze         | BRA Brasil         | 1      | (2)    | 1      | 1      | 2      | 1      | 1      | 2       | 1      | 1      | 1      | 1       | 6      | 21           | 19              |
| Medalha de prata  | Stephanie Roble Margaret Shea      | USA Estados Unidos | 3      | 1      | 3      | 3      | 1      | 2      | 2      | 3       | (4)    | 2      | 3      | 2       | 8      | 37           | 33              |
| Medalha de bronze | Victoria Travascio María Sol Branz | ARG Argentina      | 2      | 3      | 2      | 4      | 4      | 3      | 3      | 1       | 2      | 3      | 4      | (6) DSQ | 2      | 40           | 34              |
| 4                 | Alexandra Ten Hove Maria Millen    | CAN Canadá         | 4      | 4      | 4      | (5)    | 3      | 4      | 4      | 3.8 RDG | 3      | 3      | 2      | 3       | 4      | 46.8         | 41.8            |
| 5                 | Diana Tudela María van Oordt       | PER Peru           | (5)    | 5      | 5      | 2      | 5      | 5      | 5      | 4       | 5      | 5      | 5      | 4       | 10     | 65           | 60              |

Legenda
| Recorde mundial                  | Recorde mundial (World record)               |                       | Recorde africano                      | Recorde africano (African) |                                           | Q | Classificado por posição (Qualified) |
| Recorde dos Jogos Pan-Americanos | Recorde pan-americano (Pan-American record)  | Recorde da América    | Recorde da América (Americas)         | q                          | Classificado por melhor tempo (Qualified) |   |                                      |
| Melhor marca do ano              | Melhor marca do ano (World leading)          | Recorde asiático      | Recorde asiático (Asian)              | DNS                        | Não largou (Did not start)                |   |                                      |
| Recorde nacional                 | Recorde nacional (National record)           | Recorde europeu       | Recorde europeu (European)            | DNF                        | Não terminou (Did not finish)             |   |                                      |
| Recorde pessoal                  | Recorde pessoal do atleta (Personal best)    | Recorde da Oceania    | Recorde da Oceania (Oceania)          | DSQ / DQ                   | Desclassificado (Disqualified)            |   |                                      |
| Recorde da temporada             | Recorde da temporada do atleta (Season best) | Recorde sul-americano | Recorde sul-americano (South America) | NM                         | Sem marca (No mark)                       |   |                                      |

### Vela
| M   | Regata da Medalha da qual só participam os dez primeiros colocados das regatas anteriores  |  |  | CAN | Regata cancelada |
| BFD | Desclassificado por bandeira preta (Black Flag Disqualified)                               |  |  |     |                  |
| UFD | Desclassificado por bandeira "U" (U Flag Disqualified)                                     |  |  |     |                  |
| OCS | Largada queimada (On the Course Side of the starting line)                                 |  |  |     |                  |
| DNE | Desclassificação sem eliminação (infração a um item do regulamento da prova – Did Not End) |  |  |     |                  |